# Agnicayana

L'antico rito sacrificale vedico dell'agnicayana ancora praticato dai brahmani ultraortodossi, detti Nambūṭiri, del Kerala. Questo rito richiede la costruzione di un altare del fuoco (vedi) a forma di uccello composto da più di duemila mattoni. Il rito ha la durata di dodici giorni, e durante la costruzione occorre, tra l'altro, la recitazione di specifici mantra estratti dal Veda.

Lo Agnicayana (devanāgarī अग्निचयन, lett. "accumulo di Agni"), con grafia inglese Agnichayana, è uno dei riti solenni (śrauta) propri della religione vedica e del brahmanesimo e tutt'oggi praticato da brahmani ortodossi della regione del Kerala detti Nambūṭiri.
Lo agnicayana consiste nella costruzione della base dell'altare sacrificale (uttaravedi) contenente a sua volta il fuoco sacrificale (Agni).
Tale base sacrificale, a forma di uccello con le ali spiegate, veniva eretta ad Oriente rispetto al recinto che conteneva i tre fuochi sacrificali. L'altare dello agnicayana è costruito con l'utilizzo di oltre duemila mattoni, posti su cinque livelli, ogni mattone possiede un proprio nome e ogni qual volta esso viene posto occorre la recitazione di un mantra tratto dal Veda.
La cerimonia dura dodici giorni durante i quali progressivamente prende forma l'uccello, la costruzione di Agni, dove l'ala destra è la Terra, l'ala sinistra il Cielo, il corpo il Vento, la coda la Luna, la testa il Fuoco e il cuore il Sole.
Nel mentre viene ad essere questo altare a forma di uccello, allo stesso tempo il sacrificante (ovvero colui che chiede l'esecuzione del rito, lo yajamāna) acquisisce un nuovo ātman.
Il rito procede con la messa in posa dei mattoni necessari, ognuno dei quali richiede la recitazione di uno specifico mantra tratto dal Ṛgveda, il rito richiede anche la intonazione di canti (sāman) tratti dal Sāmaveda e le relative circumambulazioni intorno alla costruzione.
Vi è dunque una corrispondenza tra il rito avvenuto sulla terra e ciò che avviene nel mondo divino del Cielo.
Il nuovo  ātman è rappresentato da una statuetta d'oro (hiraṇmáya púruṣa) collocata nella struttura dell'altare: al termine del rito, il sacrificante acquisisce un nuovo "corpo glorioso"  e immortale, allo stesso modo con cui gli Dei dei Veda acquisirono l'immortalità.
Quando con la morte del sacrificante il suo corpo fisico verrà distrutto, il suo corpo immortale dopo il rito vivente nel Sole e nel suo occhio destro, gli verrà incontro con i capelli e la barba d'oro, per condurlo nella beatitudine.
Così l'indologo olandese Jan C. Heesterman osserva:
(Jan C. Heesterman. Il mondo spezzato del sacrificio. Studio sul rituale nell'India antica.(1993) Milano, Adelphi,  2007, pag.58)